# Josef Berchtold (Jurist, 1833)

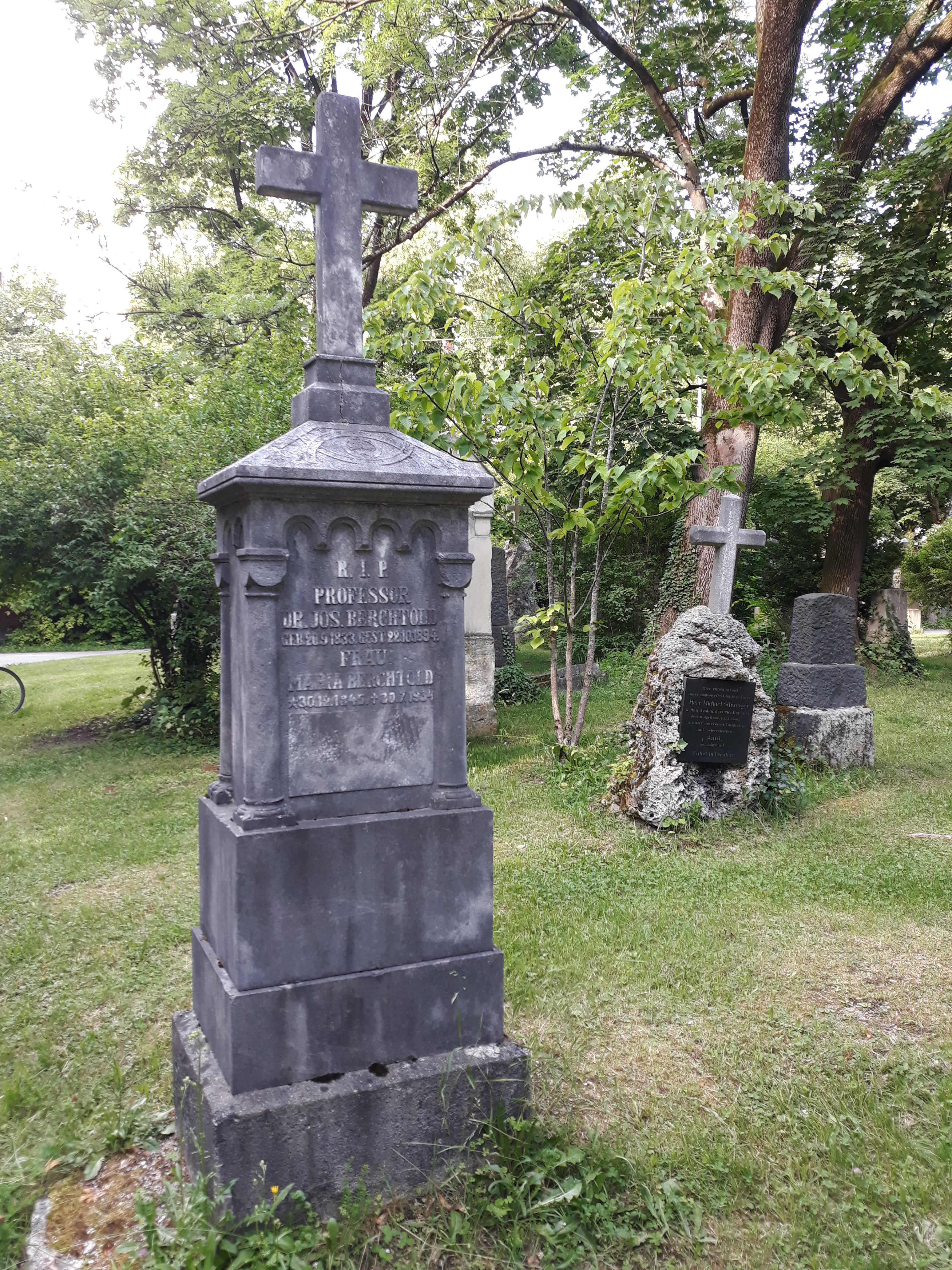
Das Grab von Josef Berchtold und seiner Ehefrau Maria auf dem Alten Nördlichen Friedhof in München

Josef (oder Joseph) Berchtold (* 20. September 1833 in Murnau; † 22. oder 23. Oktober 1894 in München) war ein deutscher Jurist, Professor an der Ludwig-Maximilians-Universität München, für wenige Tage deren Rektor und Verfechter des Altkatholizismus in Deutschland und Bayern.

## Leben und akademische Karriere
Josef Berchtold entstammte einer Brauerfamilie in Murnau. Er war das jüngste von sieben Kindern des Brauers Karl Theodor Berchtold und der Tagelöhnerstochter Maria Eva Rendl. Nach dem Tod seines Vaters 1838 wurde er durch Vermittlung des Pfarrers von Murnau von der Münchner Lehrerin Walburga Müller aufgenommen. 1852 legte er als Jahrgangsbester das Abitur am Maximiliansgymnasium in München ab und studierte danach Philosophie und Rechtswissenschaften an der Ludwig-Maximilians-Universität München, ab 1856 unterstützt durch ein königliches Stipendium.
1857 legte er die erste juristische Staatsprüfung mit dem Ergebnis rechtbefriedigend ab und setzte danach sein Studium in Göttingen, Berlin und München fort. 1860 erreichte er nach praktischer Tätigkeit am Königlichen Landgericht München sowie am Königlichen Bezirksgericht München bei der zweiten juristischen Staatsprüfung als elftbester von 58 Kandidaten das Ergebnis gut. Er promovierte am 31. Mai 1862 mit einer Arbeit zur Landeshoheit Österreichs zum Doktor beider Rechte und habilitierte sich am 28. Juli 1863 an der Ludwig-Maximilians-Universität mit einer Arbeit zur Entwicklung der Landeshoheit in Deutschland.
Daraufhin wurde er als Privatdozent bestellt. In dieser Zeit war er zum Nebenverdienst privat als Repetitor und juristischer Ratgeber tätig, unter anderem für Otto von Bayern und Chlodwig zu Hohenlohe-Schillingsfürst. Am 25. Oktober 1867 wurde er als außerordentlicher Professor für Kirchenrecht sowie, zur Abwehr eines Rufes nach Prag, am 16. April 1873 als ordentlicher Professor bestellt. Von 1868 bis zur Erlangung der ordentlichen Professur war Berchtold auch Professor für Staats- und Völkerrecht an der Bayerischen Kriegsakademie. 1894 war er für eine Woche, bis zu seinem Tod aufgrund eines Dickdarmgeschwürs, Rektor der Ludwig-Maximilians-Universität München; seine Vorgänger bzw. Nachfolger waren Alois Knöpfler bzw. August von Bechmann.
Josef Berchtold ist auf dem Alten Nördlichen Friedhof in München begraben.

## Josef Berchtold und der Altkatholizismus
Josef Berchtold war ein prominenter Vertreter und Verteidiger des frühen Altkatholizismus. In seiner rechtswissenschaftlichen Arbeit befasste er sich mit den Auswirkungen des Ultramontanismus auf die Stellung der katholischen Kirche in Bayern und Deutschland. Er war darüber hinaus Mitglied verschiedener Gremien der altkatholischen Kirche wie des Bayerischen Landesvereins und beteiligte sich an Entwicklungen der altkatholischen Kirche wie der Diskussion über die Synodal- und Gemeindeordnung von 1873.